# Кипкетер, Уилсон Бойт
Уилсон Бойт Кипкетер — кенийский бегун на средние дистанции. Серебряный призёр Олимпийских игр 2000 года на дистанции 3000 метров с препятствиями. Чемпион мира 1997 года и серебряный призёр чемпионата мира 1999 года. Серебряный призёр Всеафриканских игр 1999 года. 13 августа 1997 года установил новый мировой рекорд в беге на 3000 метров с/п, показав результат 7.59,08. Этот рекорд простоял всего 11 дней. 24 августа его превзошёл другой кенийский бегун Бернард Бармасаи. В 2002 году выиграл серебряную медаль на чемпионате Африки.
Выступал на Франкфуртском марафоне в 2007 (16-е место), 2008 (16-е место) и 2009 (11-е место) годах.